# 우르술라
성녀 우르술라(라틴어: Ursula, 생년 미상 ~ 383년경)는 4세기에 활동하였다고 전해지는 기독교 순교자로 로마 가톨릭교회, 성공회의 성인이다. 우르술라는 라틴어로 ‘작은 곰’이라는 뜻을 갖고 있다. 축일은 10월 21일이다.
잉글랜드 왕국의 공주로서 로마로 성지 순례를 갔다가 돌아오던 길에 훈족에게 피살당했다. 흔히 공주 차림에 종려나무와 화살, 붉은 십자가가 그려진 하얀 깃발을 들고 있는 모습으로 그려진다. 때로는 넓은 망토를 펼쳐 처녀들을 보호하는 모습으로 그려지기도 한다.

## 생애
성녀 우르술라와 그녀를 따른 처녀들에 관한 전설은 10세기에 기록된 성인전에서 유래하는데, 이 성인전은 6세기에 독일 쾰른의 고대 그리스도인들 묘지에서 젊은 여인들의 유골이 발견된 것에 바탕을 두고 있다. 발견된 유골과 묘비에는 열한 살 난 여자아이 우르술라의 이름이 기록되어 있었다. 이 묘비에 대한 해석이 와전되어 그녀가 11,000명의 쳐녀들과 함께 순교했다는 전설이 생겨났다. 《황금전설》은 다시 그 이야기를 전하며 최초의 동정녀 순교자들과 성 아우리시오나 아카치오와 같은 성인들의 전설에 나오는 내용을 뒤섞었다.
그리하여 우르술라는 그리스도교를 신봉하는 어느 잉글랜드 국왕의 딸이었으며 이교도 왕의 아들과 결혼하는 조건으로 3년간 순례여행을 떠나기로 했다. 우르술라는 11,000명의 처녀들을 이끌고 순례 여행을 떠났는데 그녀와 다른 몇 명의 처녀들이 각각 1000명씩을 맡았다. 순례자 일행들은 로마에 무사히 도착하여 교황의 환대까지 받았으나 돌아오는 길에 쾰른에서 훈족의 포위 공격을 받아 학살되었다. 우르술라는 매우 아름다웠기 때문에 훈족의 왕 아틸라는 그녀를 죽이지 않았으나 자신과 결혼하기를 거부하자 무참하게 화살을 쏘아 살해해 버렸다고 한다.
쾰른 시민들은 이들을 수호 성인으로 공경하며 매년 그녀들의 무덤에 참배하였으며, 17세기에는 우르술라를 받들어 모시는 수녀회인 우르술라회가 창설되었다.